# Maja Tatić
Maja Tatić, född 30 oktober 1970 i Belgrad, är en serbisk popsångerska. 
Tatić växte upp i Banja Luka. Hon började sjunga och spela gitarr från tidig ålder och från när hon var 17 år sjöng hon i band som Sonus, Skitnice och Monaco. Med sistnämnda spelade hon in ett album 1991, som dock aldrig gavs ut. Hon flyttade till Kanarieöarna, där hon gav shower och framförde covers 1992-2000. Hon vann den bosniska uttagningen till Eurovision Song Contest 2002 med låten Na jastuku za dvoje och i finalen kom hon på trettondeplats med 33 poäng. Hon har sedan varit jurymedlem i den bosniska uttagningen 2003 (tillsammans med Alma Čardžić och Sabahudin Kurt) och programledare 2005 tillsammans med Deen och Vajta. 2006 var hon en del av den internationella jury tog fram Estlands bidrag i Eurovision Song Contest det året.

## Diskografi
- Lagali su me (2004)
- Moja te je dusa poznala (2008)